# 성직자와 평신도
성직자와 평신도(Clericis laicos)는 보니파시오 8세 교황이 1296년 2월 5일 선포한 교황 칙서로 황제, 왕, 공작 등 세속 국가를 다스리는 평신도들이 교황의 사전 승인 없이 성직자에게 세금을 부과하면 안 된다는 내용이다. 이것은 잉글랜드와 프랑스가 서로를 상대로 벌이는 전쟁을 치르기 위한 자금을 모으기 위해 성직자들에게도 과세를 부과하는 와중에 선포됐다. 이로 인해 보니파시오 8세 교황과 프랑스 필리프 4세 관계가 악화됐다.